# みぶ羽生田産業団地

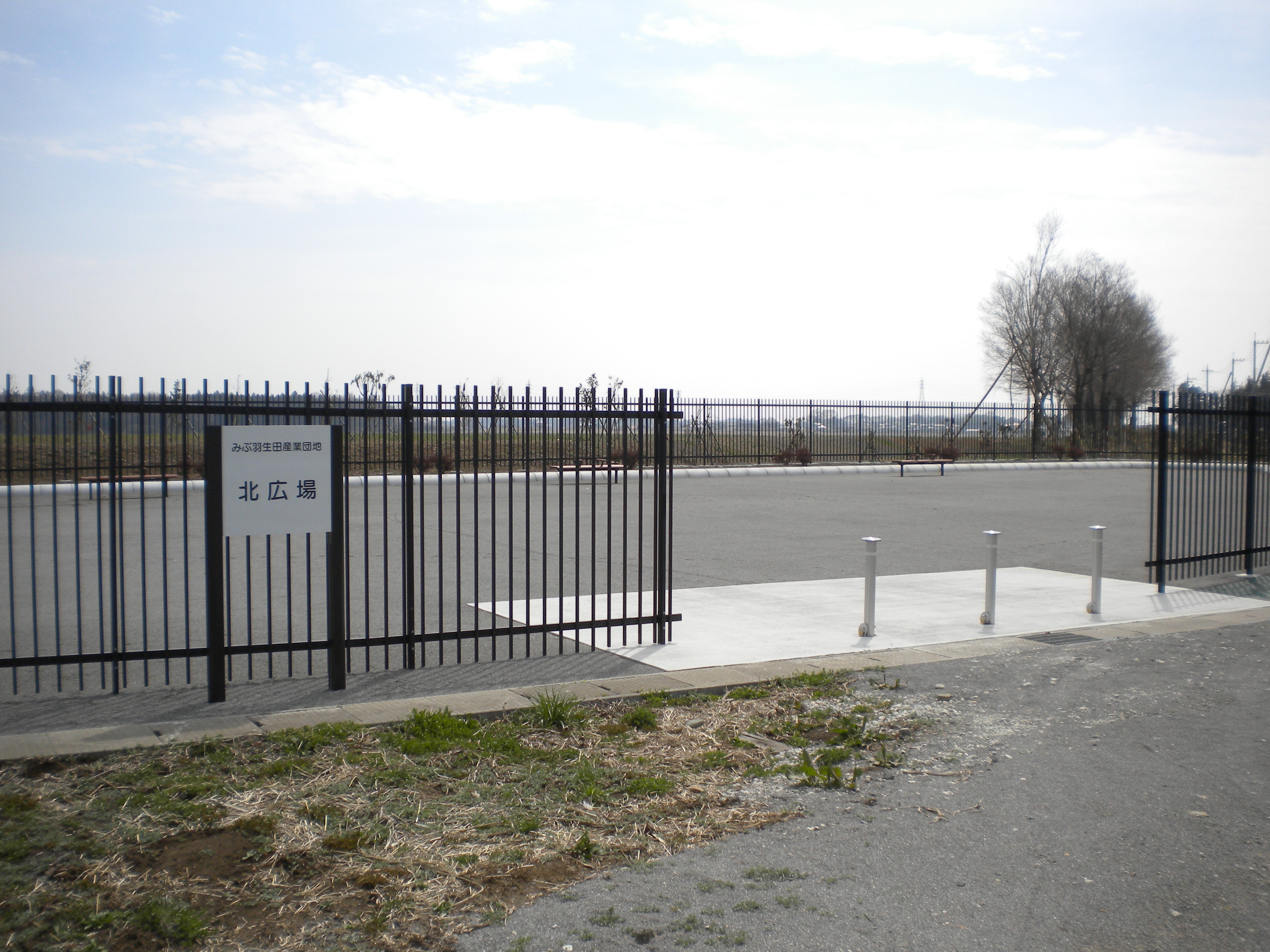
みぶ羽生田産業団地北広場

みぶ羽生田産業団地（みぶはにゅうださんぎょうだんち）は栃木県下都賀郡壬生町の地名。郵便番号は321-0238（壬生郵便局管区）。

## 地理
壬生町の北部、稲葉地区の北部区域にあたる。西では大字羽生田、北では鹿沼市池ノ森、東では大字中泉、南東では大字助谷と接する。

## 歴史
元々、この地域の大部分は宇都宮競馬場移転先および県営馬事公苑建設予定地として用地買収が進められていた。しかし90年代以降の競馬事業の不振等で移転計画は中止となり、長らく一切行われない遊休地となっていた。
その間に北関東自動車道開通など周辺の環境が変化したことで、産業団地として造成することが決定された。栃木県道155号羽生田鶴田線・栃木県道71号羽生田上蒲生線のバイパス建設が合わせて行われ、2012年より分譲が開始された。2011年（平成23年）に行われた大字「みぶ羽生田産業団地」の新設もこの造成事業の一環である。
その後、産業団地としての名称が「産業未来基地 とちぎ中央」に変更され現在に至っている。

### 沿革
- 2011年（平成23年）9月16日 - 大字羽生田・大字中泉・大字七ツ石の一部よりみぶ羽生田産業団地が成立。

## 交通

### 道路
- 栃木県道3号宇都宮亀和田栃木線：南端部を通過する。西は栃木市西方地域・鹿沼市方面、東は宇都宮市方面へ向かう。
- 栃木県道71号羽生田上蒲生線：バイパス（助谷工区）起点がみぶ羽生田産業団地と中泉の境にある。南東方面は北関東自動車道壬生インターチェンジ・下野市方面へ延びている。
- 栃木県道155号羽生田鶴田線：東端部を通過する。起点がみぶ羽生田産業団地と中泉の境にある。北は北東方面は鹿沼市流通センター・宇都宮市方面へ向かっている。